# Spydeberg
Spydeberg – norweskie miasto i gmina leżąca w regionie Østfold.
Spydeberg jest 363. norweską gminą pod względem powierzchni.

## Demografia
Według danych z roku 2005 gminę zamieszkuje 4798 osób. Gęstość zaludnienia wynosi 33,68 os./km². Pod względem zaludnienia Spydeberg zajmuje 199. miejsce wśród norweskich gmin.
| ludność stan na 1 stycznia 2005 |         |           |       |
|                                 | kobiety | mężczyźni | razem |
| osób                            | 2407    | 2391      | 4798  |
| %                               | 50,17%  | 49,83%    | 100%  |

| wykształcenie stan na 1 października 2004 |        |         |        |        |
|                                           | podst. | średnie | wyższe | niezn. |
| osób                                      | 801    | 2331    | 587    | 56     |
| %                                         | 21,22% | 61,75%  | 15,55% | 1,48%  |

## Edukacja
Według danych z 1 października 2004:
- liczba szkół podstawowych (norw. grunnskolar): 3
- liczba uczniów szkół podst.: 651

## Władze gminy
Według danych na rok 2011 administratorem gminy (norw. rådmann) jest Hans Nielsen Moesgaard, natomiast burmistrzem (norw. ordfører, d. borgermester) jest Britt E. Gulbrandsen.